# Colostygia harcynica
Colostygia harcynica är en fjärilsart som beskrevs av Boldt 1927. Colostygia harcynica ingår i släktet Colostygia och familjen mätare. Inga underarter finns listade i Catalogue of Life.